# Slow (Kylie Minogue-dal)
A Slow című dal az ausztrál énekesnő Kylie Minogue első, kimásolt kislemeze kilencedik Body Language című stúdióalbumáról. A dal 2003. november 3-án jelent meg a Festival Mushroom és Parlophone kiadók által. A dalt Minogue, Dan Carey, Emilíana Torrini írta, a produceri munkálatokat Torrini és Sunnyroads látták el. A „Slow” egy elektropop és szintipop dal, amelyben Minogue meghív egy férfit, hogy „lassítson” és táncoljon vele. 
A megjelenése után a „Slow”-t a zenei kritikusok elismeréssel fogadták, akik közül sokan dicsérték Minogue érzéki és csábító énekhangját. A 47. Grammy-díjátadón a dalt a „Legjobb Dance Felvétel” kategóriában jelölték. Kereskedelmi szempontból a dal sikeres volt, és a slágerlisták első helyére került Ausztráliában, Dániában, Romániában, Spanyolországban, és az Egyesült Királyságban. A dal a Billboard Dance Club Songs slágerlistán is az első helyezett volt az Egyesült Államokban. Ausztráliában a dalt az Australian Recording Industry Association platina minősítéssel díjazta a 70 000 eladott példányszám alapján.
A dalhoz tartozó klipet Barcelonában, Spanyolországban forgatták. Minogue a dal éneklése közben napozik a Piscina Municipal de Montjuïc uszoda mellett. A dalt Minogue számos műsorban előadta, és az Anti Tour kivételével az összes későbbi koncertturnéján is felvette. 2012-ben Minogue a „Slow”-t az egyik kedvenc dalának nevezte zenei karrierje során. 2023-ban hivatkozási alapként említette a dalt a Tension című albumához.

## Előzmények és összetétel
A „Slow”-t Kylie Minogue, Dan Carey és Emilíana Torrini írta, és a producerek Carey, Torrini és Sunnyroads voltak. 2009-ben Torrini elmagyarázta, hogyan keresték meg a dal megírására, és azt mondta: „Olyan volt, mintha véletlenül sétáltam volna bele a tűzvonalba, és azt mondták volna nekem: Hé, te ott! Egészen szürreális volt az egész. Még mindig azt hiszem, hogy Kylie emberei megpróbálták felhívni Jamelia-t, csak rossz telefonszámot kaptak. Sokkal viccesebb lett volna, ha valójában így történt volna”. A dal szövegén keresztül Minogue arra buzdít egy férfit, akivel egy klubban találkozik, hogy „lassítson le”, és táncoljon vele. Minogue szerint a dal szövege arról szól, hogy „milyen mást jelent az idő, és a tér, amikor valakivel találkozunk”. A zenei és a szövegi kombináció ezt érzékelteti.
Zeneileg a dal egy 80-as évek ihlette elektropop és szintipop dal. Nagyon egyszerű, és „minimalista” produkciós stílust használ. Sal Cinquemani a Slant Magazine-tól az „elektropop/diszkó fúziójaként írta le átütő recsegő pop ritmusokkal, és cukros vokális overdubokkal”. Emellett electroclash és klubzene elemeket is tartalmaz. Tom Ewing a Freaky Trigger-től szerint a „Slow” gyengéd basszusvonala, és „csillogó” aláfestése az akkoriban népszerű microhouse műfajból származik, összehasonlítva a német Kompakt kiadó által megjelent zenékkel. Dom Passantino a Stylus-tól hasonlóan „német minimalista technonak” nevezte, hasonlóan Reinhard Voigt munkásságához, míg Alex Macpherson a The Guardian-tól egy német minimáltechnóval foglalkozó cikkében azt mondta, hogy a „Slow” lényegében egy minimálszám hozzáadott pop énekhanggal. A hangzás korai példája az, amellyel a mainstream sikert elérte. Tim Sendra az AllMusic-tól a diszkó megújulásának nevezte, különösen az űrdiszkó alműfajának.
2012 végén a „Slow”-t Minogue újra felvette a The Abbey Road Sessions zenekari válogatásalbumára. Az albumon Minogue tizenhat korábbi dalát dolgozta fel egy zenekarral, ami Nick Levine a BBC Music-tól munkatársa szerint „újraképzeli őket a diszkó csillogása, és vokális effektusai nélkül”. A „Slow”-t inkább dzsessz és trip-hop hatásokkal közelítik meg, Minogue pedig ismét fülledt és csábító énekhangokat ad. A dal B♭-moll hangnemben íródott volt.

## Megjelenés és borító
A "Slow" Minogue 9. stúdióalbumának, a Body Language vezető kislemezeként jelent meg a Festival Mushroom kiadó által. Európában pedig a Parlophone jelentette meg 2003. november 3-án. A kislemez borítóján, valamint az albumhoz kapcsolódó egyéb promóciós felvételeken, melyeket Mert and Marcus divatfotósok készítettek, Minogue látható, amint egy fekete-fehér csíkos crop topban pózol, és egy rövid vágott nadrágban. Megjelenése hasonlít Brigitte Bardot francia színésznőre, és énekesnőre. Minogue a promóciós forgatásokat a "kacérság, a cica és Rock and roll keverékeként" jellemezte, és elárulta, hogy a helyszín Dél-Franciaország volt, így (könnyű) volt közvetíteni Brigitte szellemét. Bardot ikonikus referencia volt, különösen abban az időszakban, amikor Serge Gainsbourggal dolgozott együtt.

## Kritikák

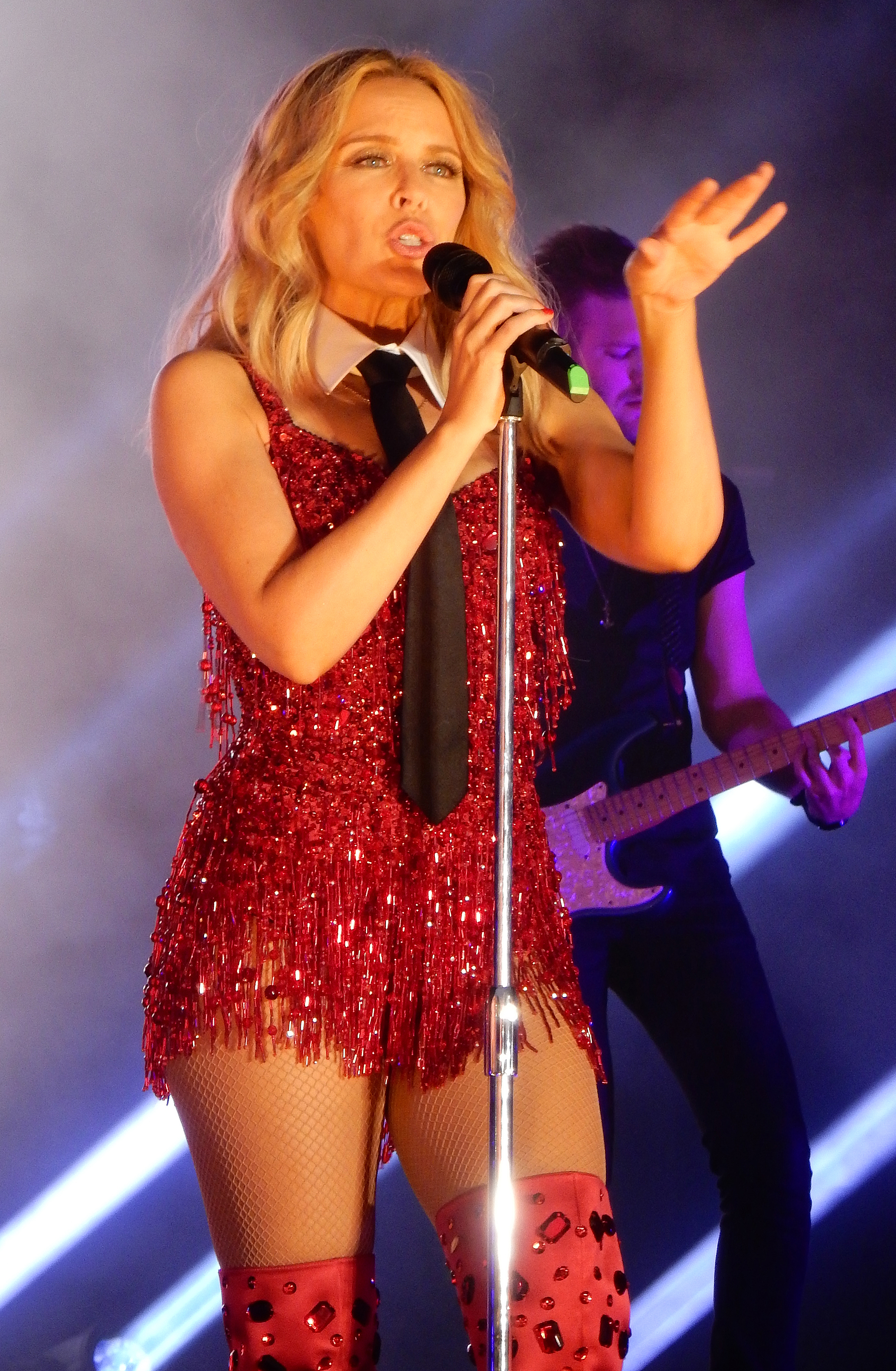
Minogue előadja a "Slow"-t a 2015-ös Summer Tour turnén.

A "Slow"-t a zenekritikusok nagyra értékelték. A New York-i Ethan Brown dicsérte a dalt, és megjegyezte: "A pop tetején mindennek olyan jól kell szólnia, mint Kylie Minogue "Slow"-jának". Úgy vélte, hogy a Body Language dalainak többsége utánozza a hangját, bár az album többi dalának egyike sem közelíti meg a "Slow"-t". Arra a következtetésre jutott továbbá, hogy a "Slow" sablon legyen a popénekesek számára, akik esztétának tartják magukat. Adrien Begrand a PopMatters munkatársa úgy nyilatkozott, hogy a dal Minogue karrierjének "egyik legerősebb kislemeze", és dicsérte minimalista megközelítését, és egyszerű hangszerelését. A Spin magazin dicsérte Minogue énekét, mondván, hogy ezzel "minden fiút az udvarra hoz". Eric Seguy, a Stylus magazintól Minogue igényes énekhangját részesítette előnyben, mondván, hogy a hallgató nyitott Kylie igényeire, és hajlandó bármilyen eszközt igénybe venni, mely szükséges ahhoz, hogy lenyűgözze őt. Sal Cinquemani a Slant magazintól úgy érezte, hogy a dal egyik a "Body Language" azon néhány dalának, amely megközelíti a Fever klubdöngető buzgalmát. Chris True az Allmusic-tól a dalt az album csúcspontjaként emlegette. A GQ-tól Olive Pometsey Minogue legjobb és legcsábítóbb dalának tartotta, beleértve azt is, hogy a "lélegzetelállító vokál a csábító szintetizátorok mellett az a fajta dal, amely a legjobb pillanatban szólal meg. Véletlenül tökéletesen összezárod a szemed, és egy dögös idegennel találod magad egy klubban [...] valóban lassabb a dal, de ne írd le ezért".
A dal Abbey Road Sessions verziója is kedvező visszhangot váltott ki. Tim Sendra (Allmusic) élvezte a dal "fulladós trip-hop vonásait", és kiemelte az album dalai közül. Nick Levine, a BBC Music munkatársa úgy érezte, hogy a "Slow"  kapta a "legkezdőbb átalakítást" az albumon, és úgy jellemezte, mint "szoros jazz változatot", kiegészítve egy vámpír stílusú énekteljesítménnyel". Annie Zaleski az A.V. Club -tól nagyra értékelte a dal kecses természetét, és "slinky come-on"-nak nevezte. Philip Matusavage a MusicOMH-tól szintén nagyra értékelte a dal jazz hatásait, és megjegyezte, hogy ez azt sugallja, hogy Kylie és a jazz nagyszerű dolgokra képes. Jeff Katz az Idolatortól a dalt az album "legmeglepőbb feldolgozásaként" választotta ki. Jude Rogers a The Quitusból azonban úgy érezte, hogy a dal nem reagál jól erre a zenekari feldolgozásra.

### Elismerések
Sal Cinquemani a Slant Magazintól a "Slow"-t felvette a saját "2004 legjobb 10 kislemeze és videója" listájának 5. helyére, és az év egyik legmenőbb dalának nevezte. A 2004-es Ivor Novello-díj gála ünnepségen a dalt a "legjobb kortárs dal" kategóriában, és az "év nemzetközi sláger" kategóriában jelölték, de elvesztette azt Amy Winehouse "Stronger Than Me" és Dido "White Flag" című dala ellen. A 2005-ben megtartott 47. Grammy-díjátadó ünnepségen a "Slow"-t jelölték a "legjobb táncdal" kategóriában, de alulmaradt Britney Spears "Toxic" című dalával szemben, amelyet eredetileg Minogue-nak írtak. A 2012. február 14-i Valentin-nap megünneplésére az Egyesült Királyság szerzői jogi gyűjtőszervezete, és a PRS for Music előadó jogokkal foglalkozó szervezete összeállította a 10 legjobb "szexi dal" listáját, és a "Slow"-t a lista élére helyezte. 2012-ben Minogue a "Slow"-t választotta minden idők kedvenc dalának a 25. évfordulós zenei pályafutása alkalmával. 2023-ban a dalt hivatkozási alapként említette a Tension című albumához. Cameron Adams (Herald Sun) az énekesnő 50. születésnapja alkalmából az 5. helyre helyezte a dalt saját listáján. A dalt a "Can't Get You Out of My Head" című dal testvéreként említi, mely szintén megtévesztően egyszerű elektronikus impulzus, de sokkal sötétebb hangvételű [...] énekhangjában Kylie egy versszakban átvált az elkülönültből a testibe, és valahogy úgy hangzik a dal, mintha minden, és semmi sem történne egyszerre.

## Kereskedelmi sikerek

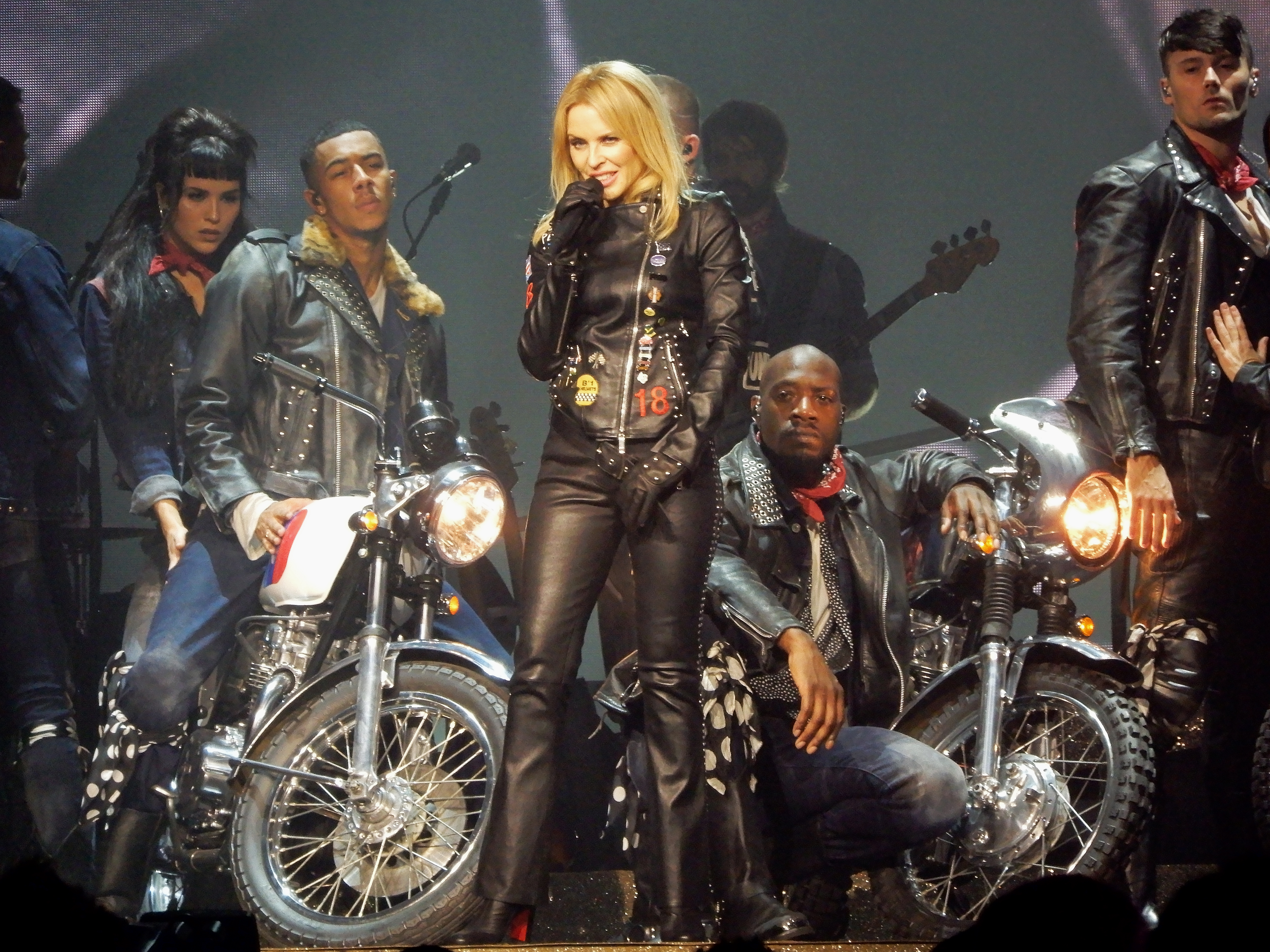
Minogue a "Slow" című dalt énekli táncosai kíséretében a Golden Tour turnén 2018-19-ben.

Minogue szülőhazájában, Ausztráliában a "Slow" a kislemezlista első helyére került, és összesen tizenegy hetet töltött el ott. A dal később platina minősítést kapott az Ausztrál Hanglemezkiadók Szövetsége által a 70.000 eladott példány végett. Ausztriában a dal a 24. helyezett volt az osztrák kislemezlistán, majd végül a 20. helyre került, összesen tizenhárom hetet töltve ott. Belgium holland nyelvű Flandira régiójában a dal a 15. helyezett volt az Ultratop listán, majd a 9. helyen végzett, összesen tíz hetet töltve a listán. Kanadában a dal a 6. helyezett volt az ottani kislemezlistán. Dániában a dal bekerült a dán kislemezlistára, és az első helyet érte el, összesen kilenc hétig tartózkodva a listán. Franciaországban a dal a 45. helyen indított, és összesen tizennyolc hetet töltött a listán. Németországban a dal a 8. helyet érte el a listán. Olaszországban a dal a 9. volt, és a 6. helyen végzett, összesen nyolc hetet töltve a slágerlistán. Új-Zélandon a dal a 10. helyezett volt, és a 9. helyen végzett. A listán hat hétig tartózkodott. A dal Spanyolországban az első helyezett volt.
Az Egyesült Királyság kislemezlistáján a dal az 1. helyen szerepelt, és Minogue 7. első helyezést elért dala lett az országban. A dal rekordokat döntött, mivel a leghosszabb ideig szereplő első helyezett volt a slágerlistán. Azonban ez volt az utolsó kislemez, amely az ország kislemezlistájának élére került. A dal két hétig az első tízben volt, majd tizenöt hétig Top 100-as helyezett volt. Az Egyesült Államok a dal a Billboard Hot 100, 91. illetve a Hot Dance Club Songs lista 1. helyezettje volt. A dal ezidáig az utolsó slágerlistás helyezése a Billboard Hot 100-as listán.

## Videoklip
A "Slow+ klipjét Baillie Walsh rendezte. A koreográfia pedig Michael Rooney munkája. A videót Barcelonában (Spanyolország) forgatták, mely egy olyan jelenettel kezdődik, ahol egy férfi a Piscina Municipal de Montjuïc uszodában búvárkodik, majd kijön a medencéből, ahol számos ember napozik. Minogue kiemelkedik a központi felvételen, amint egy égszínkék törölközőn fekve sötétkék testhezálló Balenciaga ruhát visel. A videó következő jelenetei a dalt különböző kameraállásokból örökítik meg, különösen a refrénben, amikor a kameraállás a "madártávlatba" mutat, és Minogue-t mutatják a tengerparti modellek között, akik szinkronizált koreográfiát adnak elő a dal ütemére. Az MTV kritikusa megjegyezte, hogy a videó azt mutatja, hogy a szinkronizált napozás szórakoztatóbb, mint amilyennek hangzik. Ben Taylor a Swide Magazintól a videót Minogue legjobb videós pillanatai listájára tette fel. A dal népszerűsítésére használt videót a dal megjelenése előtt 2003. október 21-én mutatták be.

## Élő előadások

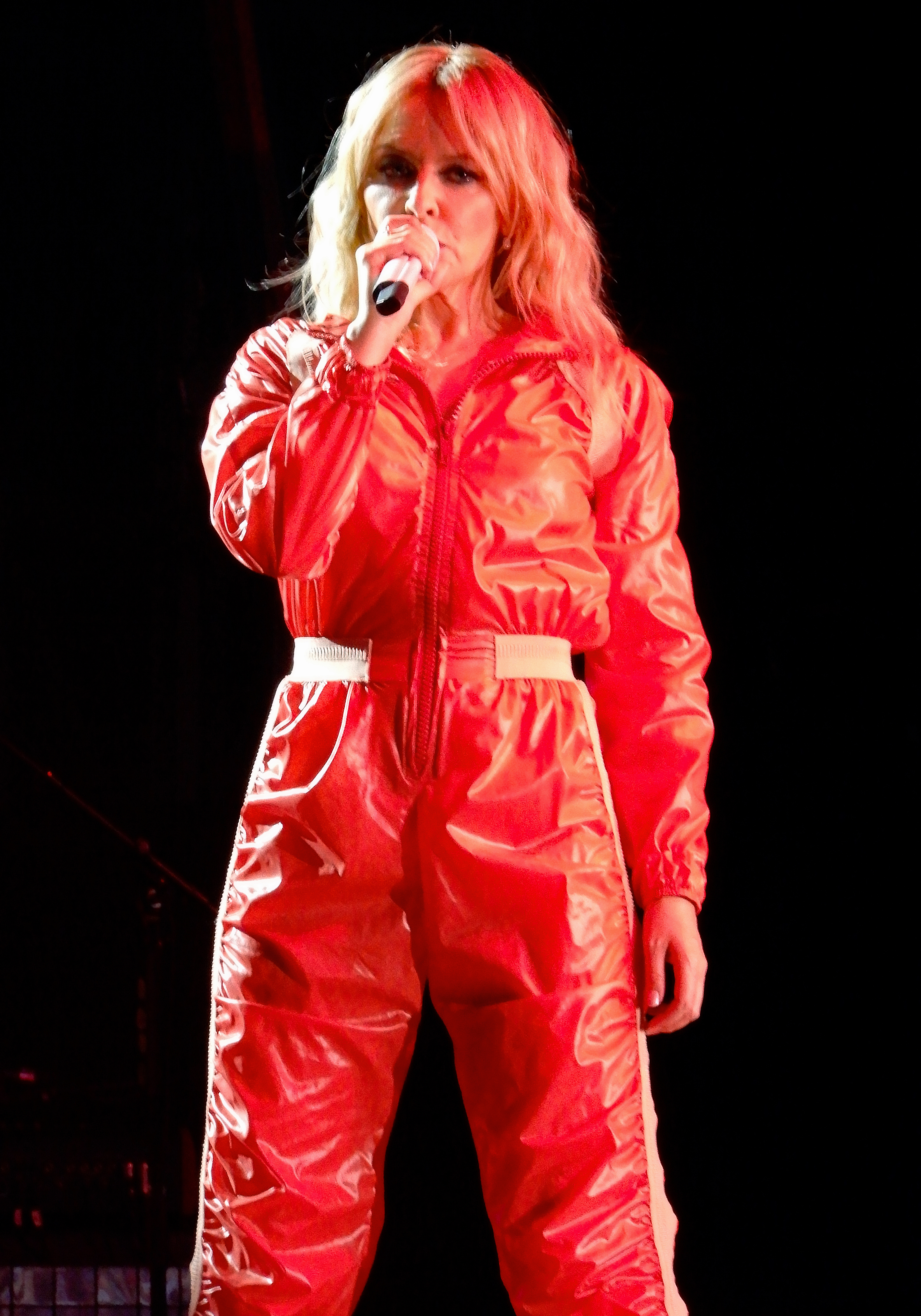
Minogue a „Slow” és David Bowie „Fashion” című dalok mash-up-ját énekli a 2019-es nyári turnéja során

Minogue a dalt 2003. november 6-án adta elő a 2003-as MTV Music Awards díjkiosztón. A megjelenés óta a "Slow"-t az Anti Tour kivételével az összes koncerten előadta. 2003-ban a dal szerepelt a Money Can't Buy című koncerten, melyet a Body Language album népszerűsítésére használtak, melyet a londoni Hammersmith Apollo szórakozóhelyen tartottak. 2005-ben a Showgirl: The Greatest Hits Tour turnén is elhangzott, azonban Minogue nem tudta befejezni a turnét, mert korai mellrákot diagnosztizáltak nála, és le kellett mondani a turné ausztrál szakaszát. A kezelés és felépülés után 2007-ben folytatta a koncertkörútját Showgirl: The Homecoming Tour néven. 2008-ban a dalt előadta a KylieX2008 turnén is, melyet a 10. stúdióalbum reklámozására használtak. A show öt felvonásra oszlott, és a "Slow" a negyedik felvonásban hangzott el "Xposed" címmel.
2009-ben a dal elhangzott a For You, For Me Tour turnén, amely az első koncertkörút volt Észak-Amerikában. 2011-ben a dal jazz orientált változatát adta elő az Aphrodite: Les Folies Tour turnén, amellyel 11. Aphrodite című stúdióalbumát reklámozta. 2012-ben Minogue a The Abbey Road Sessions című albumot népszerűsítette, amikor fellépett a BBC Proms eseményen a londoni Hyde Parkban. Az esemény alatt a "Slow" zenekari változatát énekelte el. 2014 és 2015-ben a dal szerepelt a Kiss Me Once Tour állomásain, és a Summer 2015 turnén is. Az előadáson lézeres megvilágítású kijelzőt alkalmaztak, és "Mátrix-stílusú" break táncosokkal színesítették a műsort. A 2018-19-es Golden Tour alkalmával Minogue előadta a dal "bőrrudas változatát". Ekkor teljesen börből készült ruhában jelent meg, és egy csapat motoros férfi vette körül. A news című ausztrál weblapnak Nick Bond az alábbiakat írta: "Az előadás megmutatta az énekesnő azon képességét, hogy "új életet leheljen legkikerülhetetlenebb slágereibe, fura új feldolgozások révén".
Minogue a 2019-es Summer Tour során előadta a "Slow" és David Bowie "Fashion" című 1980-as dalának "lüktető" keverékét. Az előadás közben dögös piros autóversenyző ruhát viselt, és rózsaszín blézert, miközben táncosok csatlakoztak hozzá. Az előadást az Evening Standard Thomas Hobbs-ja emelte ki a show egyik legjobb pillanataként. Hobbs emellett dicsérte az énekesnőt, amiért "minden centiméteren ikonnak nézte. Minogue megismételte az előadást a The Graham Northon Show-ban 2019 novemberében. A "Slow" és Donna Summer "Love to Love You Baby" című 1975-ös dalának "szexi, bágyadt diszkó összeállítását adta elő az énekesnő, aki a 70-es évek ihletésű aranyszínű kombinéját viselte a 2020-as Infinite Disco élő előadásán. Az előadást  i's Kate Solomon is méltatta, aki kiemelte annak "fulladós" basszus hangszerelését.

## Formátumok és számlista
| Ausztrál CD1 és UK CD2 1. "Slow" 3:15 2. "Sweet Music" 4:11 3. "Slow" (Medicine 8 Remix) 6:57 4. "Slow" (video) 3:55 Ausztrál CD2 1. "Slow" 3:15 2. "Soul on Fire" 3:35 3. "Slow" (Radio Slave Mix) 6:35 4. "Slow" (Synth City Remix) 5:50 UK CD1 1. "Slow" 3:15 2. "Soul on Fire" 3:35 | UK limitált kiadású 12-es bakelit picture disc A1. "Slow" (extended mix) 6:25 B1. "Slow" (Radio Slave Mix) 6:35 B2. "Slow" (Medicine 8 Remix) 6:57 Japán maxi-CD single 1. "Slow" 3:15 2. "Soul on Fire" 3:35 3. "Slow" (Medicine 8 Remix) 6:57 4. "Slow" (Radio Slave Mix) 6:35 5. "Slow" (extended mix) 6:25 |

## Slágerlista
| Slágerlista (2003–2004)               | Legjobb helyezések |
| ------------------------------------- | ------------------ |
| Ausztrália (ARIA)                     | 1                  |
| Australia (ARIA) Dance                | 1                  |
| Ausztria (Ö3 Austria Top 40)          | 20                 |
| Belgium (Ultratop 50 Flanders)        | 9                  |
| Belgium (Ultratop 50 Wallonia)        | 26                 |
| Canada (Nielsen SoundScan)            | 6                  |
| CIS (Tophit)                          | 53                 |
| Croatia (HRT)                         | 2                  |
| Dánia (Tracklisten Top 40)            | 1                  |
| Europe (Eurochart Hot 100)            | 2                  |
| Finnország (Singlet Top 20)           | 3                  |
| Franciaország (Single Top 100)        | 45                 |
| Németország (Media Control Charts)    | 8                  |
| Greece (IFPI Greece)                  | 3                  |
| Magyarország (Single Top 40)          | 4                  |
| Magyarország (Dance Top 40)           | 27                 |
| Írország (IRMA)                       | 5                  |
| Olaszország (FIMI)                    | 6                  |
| Hollandia (Top 40)                    | 8                  |
| Hollandia (Single Top 100)            | 13                 |
| Új-Zéland (Recorded Music NZ)         | 9                  |
| Norvégia (VG-lista)                   | 4                  |
| Romania (Romanian Top 100)            | 1                  |
| Spanyolország (PROMUSICAE)            | 1                  |
| Skócia (Scottish Singles Top 40)      | 1                  |
| Svédország (Sverigetopplistan)        | 16                 |
| Svájc (Schweizer Hitparade)           | 18                 |
| Egyesült Királyság (UK Singles Chart) | 1                  |
| Egyesült Királyság (UK Dance Chart)   | 1                  |
| US Billboard Hot 100                  | 91                 |
| US Hot Dance Club Songs (Billboard)   | 1                  |
| US Dance Single Sales (Billboard)     | 17                 |
| US Dance/Mix Show Airplay (Billboard) | 7                  |
| US Mainstream Top 40 (Billboard)      | 35                 |

| Slágerlista (2003)      | Helyezések |
| ----------------------- | ---------- |
| Australia (ARIA)        | 59         |
| Australian Dance (ARIA) | 4          |
| CIS (TopHit)            | 72         |
| UK Singles (OCC)        | 74         |

| Slágerlista (2004)                 | Helyezések |
| ---------------------------------- | ---------- |
| Australian Dance (ARIA)            | 20         |
| US Dance Club Play (Billboard)     | 9          |
| US Dance Radio Airplay (Billboard) | 35         |